# Apeadero de Oliveira
Nota: Si busca la estación en la Línea del Vouga, vea Estación de Oliveira de Azeméis.
El Apeadero de Oliveira es una plataforma de la Línea del Duero, que sirve a la localidad de Oliveira, en el ayuntamiento de Amarante, en Portugal.

## Historia
El tramo entre las Estaciones de Caíde y Juncal, donde este apeadero se encuentra, fue inaugurado el 15 de septiembre de 1878.